# Bockel (Wietzendorf)
Bockel è una frazione (Ortsteil) del comune di Wietzendorf, nel land della Bassa Sassonia, in Germania.

## Storia
Già comune autonomo nel circondario di Fallingbostel, passò a quello di Soltau il 1º agosto 1938; fu soppresso e incorporato a Wietzendorf il 1º marzo 1974.